# Lesenice
Lesenice é um município da Eslováquia, situado no distrito de Veľký Krtíš, na região de Banská Bystrica. Tem 7,39 km² de área e sua população em 2018 foi estimada em 496 habitantes.

## Demografia
| Ano:        | 1994 | 2004   | 2014   | 2024   |
| ----------- | ---- | ------ | ------ | ------ |
| Broj ljudi: | 537  | 538    | 511    | 485    |
| Razlika:    |      | +0,18% | -5,01% | -5,08% |

| Ano:               | 2023 | 2024   |
| ------------------ | ---- | ------ |
| Número de pessoas: | 484  | 485    |
| Diferença:         |      | +0,20% |